# Romeo Miller
Percy Romeo Miller Jr (født 19. august 1989), måske bedre kendt under hans kunstnernavn Romeo eller Lil' Romeo, er en amerikansk entertainer, skuespiller og basketballspiller. Han er søn af underholdningsmogulen og entreprenøren Master P, og nevø til C-Murder og Silkk the Shocker. Han har indtil videre udgivet i alt 5 cd'er og hans sjette album blev udgivet den 3. marts 2009. Han gik på Beverly Hills High School i Beverly Hills, California. Han blev tildelt et fuldt atletisk legat for at kunne spille basketball på University of Southern California og begyndte der i sæsonen 2008-2009. For nylig blev Miller udnævnt som talsperson for The Los Angeles Earth Day Festival og sammen med hans egen tegneseriefigur, Gee Gee the Giraffe, vil han forsøge at lære millioner af børn værdien af bevarelse og social ansvarlighed.

## Biografi

### Skuespillerkarriere
Romeo begyndte sin skuespillerkarriere i 2003, da han medvirkede i dansefilmen Honey. Han spilled eher en ung dreng, ved navn Benny, der forsøgte hårdt på at blive accepteret af alle. I denne film spillede han over for Jessica Alba, Mekhi Phifer og Zachary Isaiah Williams. I  Max Keeble's Big Move  fra 2005, lavede Romeo en cameooptræden som sig selv. I 2003 medvirkede han i sit eget tv-show kaldet Romeo! på Nickelodeon. Han medvirkede også sammen med sin far i filmen Uncle P i 2005.  

## Diskografi
- Lil' Romeo (2001)
- Game Time (2002)
- Romeoland (2004)
- God's Gift (2006)
- Get Low LP (2009)

## Filmografi
| År         | Titel                  | Rolle          | Bemærkninger         |
| ---------- | ---------------------- | -------------- | -------------------- |
| 2001       | The Brothers Garcia    | ?              | Tv-serie, 1 episode  |
| 2001       | Max Keeble's Big Move  | Lil' Romeo     |                      |
| 2001       | Oh, Drama!             | Musikalsk gæst | Tv-serie, 1 episode  |
| 2002       | Raising Dad            | Marvin         | Tv-serie, 1 episode  |
| 2003       | Crashing with Master P | Lead           |                      |
| 2003       | Honey                  | Benny          |                      |
| 2003       | One on One             | Eric           | Tv-serie, 1 episode  |
| 2004       | All Grown Up           | Lil' Q         | Tv-serie, 1 episode  |
| 2004       | Still' Bout            | M. J.          |                      |
| 2004       | Decisions              | Jamal          |                      |
| 2005       | The Team               | Romeo          | Mini-tv-serie        |
| 2004- 2006 | Romeo!                 | Romeo Miller   | Tv-serie, 8 episoder |
| 2006       | Don't Be Scared        | ?              |                      |
| 2007       | Crush On U             | Rome           |                      |
| 2007       | Uncle P                | Corey Miller   |                      |
| 2009       | Down and Distance      | Darren Sheehan |                      |
| 2009       | The Pig People         | TJ             |                      |